# Pladis
Pladis Global (ou Pladis) est une entreprise britannique de confiseries, de biscuits et snack englobant United Biscuits, Ülker, Godiva Chocolatier et DeMet’s Candy Company. Elle est fondée en janvier 2016 en tant que filiale du groupe turc Yıldız Holding. En 2021, Pladis est classée comme 7e industriel du secteur de la confiserie dans le monde.

## Histoire
Le nom Pladis est inspiré par la constellation des Pléiades, un groupe de sept étoiles visibles de n’importe où sur Terre.
Yildiz Holding fait l'acquisition de Godiva Chocolates auprès de Campbell Soup Company pour 850 millions de dollars en 2008. 
En 2014, Yildiz a acquis DeMet’s Candy Company pour 221 millions de dollars, qui comprend la marque de vente en gros américaine Flipz and Turtles. La même année, Yildiz a acquis la multilnationale United Biscuits, la société mère de McVitie’s, et de la bicuiterie industrielle française BN (Biscuiterie nantaise). Yildiz devient alors la troisième plus grande entreprise de biscuits au monde. 
Pladis possède également Go Ahead, Koninklijke Verkade, qui comprend des marques telles que Verkade et Sultana, et Biskrem.

## Établissements
Par United Biscuits, le groupe est établi en France à Vertou, près de Nantes (Loire-Atlantique), usine où sont fabriqués les biscuits BN.
La biscuiterie de Nieppe (Nord), destinée à la fabrication des biscuits Delacre appartenant à United Biscuits en 2014 est cédée au groupe italien Ferrero en 2016.